# Hełmogwanowate
Hełmogwanowate (Corytophanidae) – rodzina drapieżnych jaszczurek z infrarzędu Iguania w obrębie rzędu łuskonośnych (Squamata), powszechnie znanych pod nazwą bazyliszków - od nazwy najliczniejszego w gatunki rodzaju Basiliscus. Wcześniej były zaliczane do rodziny legwanowatych (Iguanidae). Badania wykazały, że są blisko spokrewnione z długonogwanowatymi (Polychrotidae). 

## Zasięg występowania
Hełmogwanowate występują w wilgotnych lasach równikowych, w buszu i rzadkich lasach strefy tropikalnej od środkowego Meksyku po północno-zachodnią Amerykę Południową. 

## Charakterystyka
Ciało smukłe, o długości 9–20 cm (do 80 cm wraz z ogonem), nogi długie. U gatunków z rodzaju Basiliscus jest wyraźnie zaznaczony dymorfizm płciowy. Na głowie samców występuje narośl w kształcie hełmu, a na grzbiecie skórzasty grzebień. U pozostałych rodzajów hełm na głowie mają przedstawiciele obydwu płci. Hełm pełni funkcje obronne — sugeruje napastnikowi większe rozmiary jaszczurki. Hełmogwanowate polują z zasadzki. Żywią się owadami i innymi małymi zwierzętami. Potrafią połknąć ofiarę o połowę mniejszą od siebie.
Poza jajożyworodnym Corytophanes percarinata, pozostałe gatunki są jajorodne. 

## Podział systematyczny
Do rodziny należą następujące rodzaje: 
- Basiliscus Laurenti, 1768
- Corytophanes Boie, 1826
- Laemanctus Wiegmann, 1834